# The War Between Men and Women
The War Between Men and Women é uma comédia de 1972 dirigida por Melville Shavelson, com Jack Lemmon e Barbara Harris.

## Sinopse
Jack Lemmon é o cartunista Peter Wilson que enxerga muito mal e odeia mulheres, detalhe que fica muito claro em seus cartoons, envolve-se em acidente com Terry Kozlenko (Barbara Harris), uma mulher atraente com três filhos. 
Terry é ostensivamente baseado na biografia de James Thurber, cartunista e escritor de humorismo e sátira estadunidense (1894-1961), que era crítico ácido das mulheres e deficiente visual como Terry.